# Одноволик Олексій Сергійович
Олексі́й Сергі́йович Одново́лик (1983—2022) — лейтенант Збройних Сил України, учасник російсько-української війни, який загинув під час російського вторгнення в Україну.

## Життєпис
Народився 19 березня 1983 року в смт Стеблів (Корсунь-Шевченківський район, Черкаська область). Мешкав у смт Глеваха (Фастівський район, Київська область).
Учасник АТО на сході України з 2014 року. Зазнав поранення, був демобілізований.
Після російського вторгнення в Україну у 2022 році повернувся до лав Збройних Сил України. Лейтенант, командир розвідувального взводу 1-го батальйону 46 ОАеМБр. Загинув під час виконання бойового завдання.
Прощання відбулося 29 липня 2022 року в смт Глеваха на Київщині. Похований у смт Стеблів Черкаської області на Зароському кладовищі. Залишилися дружина та двоє дітей.

## Нагороди
- Орден Богдана Хмельницького III ступеня (2022, посмертно) — за особисту мужність і самовіддані дії, виявлені у захисті державного суверенітету та територіальної цілісності України, вірність військовій присязі.[3]